# موسى داير
موسى داير (بالإنجليزية: Moses Dyer)‏ (21 مارس 1996 بنيوزيلندا - ) هو لاعب كرة قدم نيوزلندي في مركز الدفاع. شارك مع منتخب نيوزيلندا تحت 20 سنة لكرة القدم ومنتخب نيوزيلندا لكرة القدم. أما مع النوادي، فقد لعب مع Wanderers Special Club ‏.

## وصلات خارجية
- موسى داير على موقع قاعدة بيانات كرة القدم.إي يو (الإنجليزية)
- موسى داير على موقع ناشيونال فوتبول تيمز (الإنجليزية)
- موسى داير على موقع Soccerway.com (الإنجليزية)